# John Crocker

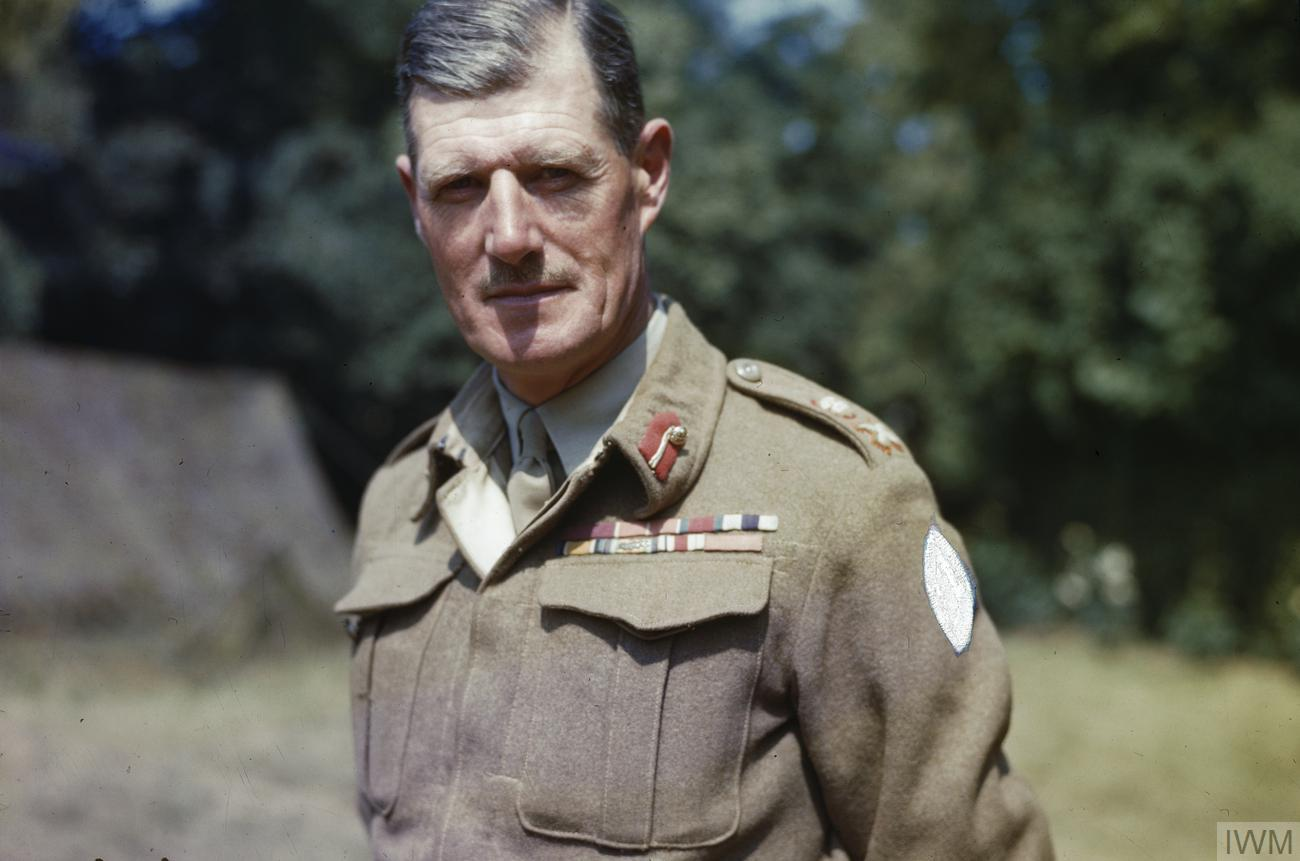
Sir John Crocker in Frankreich, August 1944

Sir John Tredinnick Crocker, GCB, KBE, DSO, MC (* 4. Januar 1896; † 9. März 1963) war ein General der britischen Armee und Kommandeur eines Korps im Zweiten Weltkrieg.

## Erster Weltkrieg
Beim Ausbruch des Ersten Weltkriegs schrieb sich Crocker als einfacher Soldat (Private) bei den Artists’ Rifles ein (einer Trainingseinheit für Offiziere), bevor er Offizier beim Machine Gun Corps (MGC) wurde. Er machte schnell Karriere, diente mit der 174th Machine Gun Company der 59th (Staffordshire) Division in Frankreich und wurde als Companion des Distinguished Service Order und mit dem Military Cross ausgezeichnet.

## Zwischen den Kriegen
Nach dem Waffenstillstand verließ Crocker die Armee, um Rechtsanwalt zu werden. Er mochte seinen neuen Beruf nicht und beschloss, zur Armee zurückzukehren.
Nach einer kurzen Zeitspanne als Infanterie-Offizier im Middlesex Regiment spezialisierte sich Crocker auf das damals neue Gebiet der gepanzerten Kriegsführung und trat 1923 dem Royal Tank Corps bei. Er hielt eine Anzahl von Truppen- und Stabsdienstpositionen, so war er Stabschef (Brigade Major) von Percy Hobart und GSO1 von Alan Brooke, als dieser die Mobile Division befehligte. Beim Ausbruch des Zweiten Weltkriegs war er GSO1 im Southern Command.

## Zweiter Weltkrieg
Im April 1940 wurde er zum Kommandeur der 3. Panzerbrigade innerhalb der britischen 1st Armoured Division in Frankreich ernannt. Crockers Brigade wurde 1940, ähnlich wie der Großteil der British Expeditionary Force (BEF), in der Schlacht um Frankreich weitgehend vernichtet. Als nach der Schlacht von Dünkirchen die Reste der BEF in der Operation Dynamo nach England evakuiert wurden, landete die 1. Panzerdivision erneut im Hafen Cherbourg und griff erfolglos die deutschen Brückenköpfe über die Somme an. Dann zog sie sich nach Cherbourg zurück, von wo die übriggebliebenen Truppen einschließlich der letzten 13 verbliebenen Panzer evakuiert wurden.
Zurück in England erhielt Crocker im September 1940 den Befehl über die die neuaufgestellte 6th Armoured Division, dann im März 1942 über das XI Corps in East Anglia und im September 1942 über das IX Corps.
1943 wurde er wieder overseas geschickt, dieses Mal nach Tunesien, um mit seinem Korps die First Army im Tunesienfeldzug zu verstärken. Hier wurde er bei einem Trainingsunfall verletzt und erlebte den Endkampf um Tunis nicht persönlich mit. Nach seiner Genesung erhielt er im August 1943 den Befehl über das I Corps innerhalb von Miles Dempseys 2. Armee, die sich auf die Operation Overlord vorbereitete. Im Oktober 1944 wurde er als Knight Commander des Order of the British Empire (KBE) geadelt.
Am D-Day hatte Crocker eine größere Aufgabe als jeder andere Korps-Kommandeur: Er musste zwei Landestrände (Juno Beach und Sword Beach) und die Luftlandung der 6th Airborne Division (Operation Tonga) koordinieren. Die Tatsache, dass die Landung relativ gut klappte, gilt als Crockers Verdienst.
Caen fiel nicht wie geplant am D-Day (6. Juni 1944); es kam zu einer blutigen zweimonatigen Schlacht um Caen, bei der Crockers Korps unter anderem an der Operation Charnwood beteiligt war. Das I. Korps wurde im August 1944 der 1. Kanadischen Armee unter Henry Crerar unterstellt. Es zog Richtung Seine und nahm an den wenig glamourösen 'Aufräumaktionen' entlang der französischen und später belgischen Küste teil. Am Ende des Weltkriegs (8. Mai 1945) stand das Korps an den Ufern der Oude Maas in Südholland gegenüber der deutschen 25. Armee.
Dass Crocker in den letzten Kriegsmonaten keine wichtige Rolle spielte, lag nicht daran, dass Montgomery das Vertrauen in ihn verloren hätte. Es wird vielmehr der Tatsache zugeschrieben, dass sein einziger Sohn (Wilfrid Crocker), ein Panzer-Offizier der 5th Royal Inniskilling Dragoon Guards, am 20. Oktober 1944 bei Kämpfen in Holland gefallen war.

## Nachkriegszeit
1945 wurde Crocker Oberbefehlshaber des Southern Command und 1947 der der Middle East Land Forces. 1950 erreichte seine Karriere ihren Höhepunkt mit der Ernennung zum Adjutant-General to the Forces. Montgomery hatte ihn im Jahr zuvor als seinen Nachfolger als Chef des Imperialen Generalstabs empfohlen, Premierminister Clement Attlee hatte jedoch den besser bekannten William Slim für den Posten ausgewählt. Crockers wichtigste Leistung in der Nachkriegszeit war die Formulierung der Ausbildungsvorschriften, die die Panzerdoktrin der britischen Armee während des Kalten Krieges niederlegten.
Im Juni 1947 wurde er als Knight Commander des Order of the Bath (KCB) und im Juni 1948 als Knight Grand Cross des Order of the Bath (GCB) ausgezeichnet. Nach seinem Ruhestand 1953 wurde er stellvertretender Vorsitzender der Imperial War Graves Commission und Lord Lieutenant von Middlesex.